# Maria Velten
Maria Velten (* 1916; † 9. Juni 2008) war eine deutsche Giftmörderin, die wegen dreifachen Mordes zu lebenslanger Haft verurteilt wurde.

## Leben
Maria Velten aus Kempen war eine Kriegswitwe mit sechs Kindern, zwei davon aus Beziehungen nach dem Zweiten Weltkrieg. 
Am 25. Juli 1983 wurde sie verhaftet, nachdem eine ihrer Schwiegertöchter ihrem Anwalt gegenüber behauptet hatte, ihre Schwiegermutter habe ihre beiden Ehemänner vergiftet. Die Ermittlungen der Polizei ergaben, dass sie in rund 20 Jahren – von 1963 bis 1982 – insgesamt fünf Menschen getötet hatte: ihren Vater, eine Tante, zwei Ehemänner und einen Lebensgefährten. Sie mischte dabei immer vorzugsweise das Pflanzenschutzmittel E605 unter Blaubeerpudding, da durch die Farbe des Puddings die blaue Warnfarbe des Giftes überdeckt wurde. Deshalb wurde sie in der Boulevardpresse auch als „Blaubeer-Mariechen“ sowie „Gifthexe vom Niederrhein“ bezeichnet.
Maria Velten tötete hauptsächlich aus finanziellen Gründen; das Geld gab sie jedoch meist nicht für sich selbst aus, sondern verschenkte es an ihre Kinder und Enkelkinder. Der Prozess fand im September 1984 am Landgericht Krefeld statt.
Aus gesundheitlichen Gründen (Demenz) wurde sie später aus der Haft entlassen und in ein Pflegeheim gebracht. Laut einer Meldung der Rheinischen Post vom 14. Januar 2014 starb sie am 9. Juni 2008 „in geistiger Umnachtung“.

## Dokumentationen
2009 – also erst nach ihrem Tod – wurde ein Dokumentarfilm über Maria Velten in der ARD mit dem Titel Das Blaubeer-Mariechen von Ute Bönnen und Gerald Endres ausgestrahlt. Im Begleittext zum Film heißt es:

„Wir haben hier den klassischen Fall einer Giftmordserie, begangen von einer Frau. Frauen töten meistens aus einer Situation der Schwäche heraus, um sich oder ihre Familie in einer als unerträglich empfundenen Situation zu schützen. Hat die Tat Erfolg, weil sie unentdeckt geblieben ist, wird die Verlockung groß, den scheinbar so einfachen Weg der Konfliktlösung erneut zu beschreiten. Zudem erlebt eine Frau, die sich immer als schwach und als Opfer empfunden hatte, beim Morden ein Gefühl der Macht: Sie wird zu Herrin über Leben und Tod in ihrem Umfeld.“

Die Fälle wurden auch in einer Folge der RTL-Serie Anwälte der Toten gezeigt.